# Krankenversicherungsgesetz
Das Krankenversicherungsgesetz (KVG) dient in der Schweiz dazu, alle Bevölkerungsschichten im Krankheitsfall finanziell abzusichern. Gemäss dem KVG müssen alle in der Schweiz wohnhaften Personen einer Krankenkasse angehören. Das 1996 in Kraft gesetzte KVG ist das wichtigste Gesundheitsgesetz in der Schweiz, weil es nicht nur die Krankenversicherung regelt, sondern zahlreiche weitere Bereiche im Gesundheitswesen.
Unter den Krankenversicherern herrscht Wettbewerb. Jeder Versicherte kann selbst entscheiden, bei welcher von den gegenwärtig 61 vom Bund anerkannten Krankenkassen (Stand September 2014) er versichert sein möchte. Die Krankenkassen müssen den gleichen, sehr umfangreichen „Katalog“ an Leistungen anbieten (die sog. obligatorische Krankenpflegeversicherung oder Grundversicherung). So ist es den Versicherten möglich, die Prämien der einzelnen Gesellschaften direkt miteinander zu vergleichen.

## Vorgeschichte
Das KVG löste das alte Kranken- und Unfallversicherungsgesetz von 1911 (KUVG) ab. Unter diesem waren die Versicherungsprämien nach dem Eintrittsalter abgestuft. Den Jungen wurden zwar günstige Versicherungsprämien angeboten, trotzdem waren aber die Prämien höher als das Gesundheitsrisiko. So konnten die Versicherer „Altersrückstellungen“ bilden, die die höheren Gesundheitsausgaben im Alter decken sollten. Versicherte sich eine ältere Person, war die Krankenkassenprämie entsprechend höher, da die notwendigen Altersrückstellungen fehlten. Krankenkassen hatten zudem die Möglichkeit, Vorbehalte wegen bestehenden Erkrankungen anzubringen und Versicherte ab einem bestimmten Lebensalter mussten nicht aufgenommen werden. Da die Krankenversicherungsprämien zudem von der Steuer abgezogen werden konnten, versicherten sich die meisten Schweizer bereits in jungen Jahren auch ohne Versicherungspflicht.
Der Nachteil dieses Systems lag darin, dass aufgrund der fehlenden Freizügigkeit – die Altersrückstellungen konnten beim Versicherungswechsel nicht in die neue Versicherung übertragen werden – die Mobilität der Versicherten im Alter stark eingeschränkt war. Diese so genannten „goldenen Fesseln“ hemmten die Wettbewerbsintensität des Krankenversicherungssystems. Allerdings ist zu erwähnen, dass der Wettbewerb bei den Jungen, noch Unversicherten durchaus spielte – was aber auch zu unerwünschter Risikoselektion führte. Ein weiterer Nachteil des alten Systems war, dass der steigenden Belastung der Haushalte durch die Krankenversicherungsprämien über Subventionen an die Krankenversicherer begegnet wurde, was allen – und somit auch den Wohlhabenden – zugutekam (so genanntes Giesskannenprinzip).
Der Gesetzgeber verfolgte mit dem neuen KVG drei Hauptziele: Erstens sollte die Solidarität zwischen Versicherten mit unterschiedlichem Krankheitsrisiko und mit unterschiedlichem Einkommen verstärkt werden. Zweitens sollte, eine qualitativ hochstehende, aber für alle finanziell tragbare medizinische Versorgung sichergestellt werden. Drittens sollten kosteneindämmende Wettbewerbsmechanismen in einem definierten ordnungspolitischen Rahmen zu einer massvollen Kostenentwicklung beitragen.
Das neue KVG wurde in der Volksabstimmung vom 4. Dezember 1994 mit 51,8 % Ja-Stimmen angenommen. Der Bundesrat setzte es auf den 1. Januar 1996 in Kraft.

## Inhalt
Die Grundversicherung ist für alle obligatorisch (Versicherungspflicht); vorher waren bereits 97 % der Bevölkerung freiwillig versichert. Die Krankenkassen dürfen die Versicherungsprämien nach wie vor nicht nach dem Krankheitsrisiko der Versicherten differenzieren. Neu ist, dass die nach Eintrittsalter abgestuften Versicherungsprämien nicht mehr zulässig sind und durch ein Regime mit Kopf- oder Einheitsprämien abgelöst worden sind. Einzig geographische Differenzierungen sind noch erlaubt. Vor allem die Kantone sind in sich geschlossene Prämienregionen. Damit wird verhindert, dass die Kantone mit hohen Gesundheitsausgaben, welche massgeblich die kantonale Gesundheitspolitik widerspiegeln, diese in die übrigen Kantone „exportieren“. Aber auch innerhalb der Kantone sind des Weiteren drei Prämienregionen zulässig. Die Krankenkassen sind verpflichtet, innerhalb einer Prämienregion allen dieselbe Prämie für die Grundversicherung anzubieten. Zudem besteht absolute Freizügigkeit für die Versicherten, d. h., die Krankenkassen müssen jedem Individuum vorbehaltlos Versicherungsschutz anbieten.
Im Gegensatz zu Deutschland und Österreich ist der kassenpflichtige Leistungskatalog in der Schweiz weniger umfassend. Dies gilt insbesondere für die Zahnmedizin und die Altenpflege. Bei ärztlichen Leistungen kennt das KVG einen offenen Leistungskatalog, d. h., es existiert kein abschliessend definierter Leistungskatalog (keine Positivliste). Das KVG verlangt aber, dass die von Ärzten erbrachten Leistungen „wirksam, zweckmässig und wirtschaftlich“ sind. Bestehen Zweifel bezüglich einer neuen oder umstrittenen Leistung, wird sie durch die Eidgenössische Kommission für allgemeine Leistungen und Grundsatzfragen (Leistungs- und Grundsatzkommission ELGK) geprüft. Das Eidgenössische Departement des Innern (EDI) legt dann fest, ob die geprüfte Leistung kassenpflichtig ist. Positivlisten sind dagegen für die übrigen Leistungen definiert.
Mit der Absicht, die Risikoselektion zu verringern, die aufgrund der Kopfprämien lukrativ ist, wurde ein Risikostrukturausgleich (in der Schweiz Risikoausgleich genannt) zwischen den Krankenkassen eingeführt. Dieser berücksichtigt heute nur Alter und Geschlecht der Versicherten. Diese Faktoren erklären jedoch lediglich einen geringen
Teil der individuellen Gesundheitsausgaben. Die Risikoselektion bleibt daher eine attraktive Strategie für Krankenkassen. Es hat sich gezeigt, dass Krankenkassen eigens neue Tochterversicherungen gründen, um aktiv gute Risiken (solche mit geringer Krankheitswahrscheinlichkeit) zu gewinnen. Da die schlechten Risiken anscheinend wesentlich weniger mobil sind und ihrer Krankenkasse treu bleiben, kommt es weiterhin zu einer beträchtlichen Risikoselektion.
Die seit 1996 vorgeschriebenen Kopfprämien (einheitlicher Krankenversicherungsbeitrag) belasten die unteren Einkommensschichten und die kinderreichen Familien besonders stark. Mit so genannten Prämienverbilligungen, die sich nach dem steuerbaren Haushaltseinkommen richten, wird gezielt entlastet. Die Prämienverbilligungen werden aus allgemeinen Steuermitteln finanziert. Da die Versicherungsleistungen der obligatorischen Krankenpflegeversicherung seit 1996 pro Kopf im Durchschnitt um jährlich fünf Prozent gewachsen sind und die Haushaltseinkommen mehr oder weniger stagnieren, hat die Zahl der Versicherten mit Prämienverbilligung seit Einführung des Krankenversicherungsgesetzes beträchtlich zugenommen. Waren im Jahr 1996 rund 23 Prozent aller Versicherten berechtigt, Prämienverbilligungen zu beziehen, sind es im Jahr 2003 bereits 32,8 Prozent. In absoluten Zahlen ist dies ein Anstieg von rund 1,7 Millionen auf 2,4 Millionen Versicherten oder von rund 820.000 Haushalten auf 1,3 Millionen Haushalte.
Ein direkter Eingriff in den Wettbewerb findet im stationären Bereich durch die eingeführte Pflicht zur kantonalen Krankenhausplanung statt. Auf Grund einer bedarfsgerechten Planung sollen die Kantone dafür sorgen, dass die Bedürfnisse abgedeckt sind, gleichzeitig aber keine Überkapazitäten bestehen. Damit haben die Kantone eine Möglichkeit erhalten, den stationären Sektor zu steuern, müssen dafür aber mindestens die Hälfte der Betriebskosten der öffentlichen und öffentlich subventionierten Krankenhäuser übernehmen.

## Revisionen
Bereits kurz nach der Einführung des Gesetzes zeichnete sich Reformbedarf ab. Am 21. September 1998 verabschiedete der Bundesrat seine Botschaft zur ersten Teilrevision des KVG. Kernpunkte dieser Vorlage waren die Kosteneindämmung und die Solidarität. Mit punktuellen Änderungen im Gesetz wurden in der Praxis festgestellte Mängel in den Bereichen Prämienverbilligung, Verhältnis Versicherte und Versicherer, Leistungen, Kostenbeteiligung, Aufsicht und Kostenkontrolle korrigiert. Die Revisionsvorschläge wurden von den Eidgenössischen Räten beraten und in der Frühjahrssession 2000 verabschiedet. 
Eine zweite Revision ist seit Jahren in Arbeit, stösst aber wegen der Interessengegensätze auf grösste Schwierigkeiten.